# Hastighetsåkning på skridskor vid olympiska vinterspelen 1992
Hastighetsåkning på skridskor var en av sporterna vid olympiska vinterspelen 1992.
Hastighetsåkning på skridskor är ingen stor sport i Frankrike och vid tiden för spelen, fanns det bara två 400 meters banor i landet, båda dessa var från de tidigare olympiska vinterspelen, 1924 i Chamonix och 1968 i Grenoble. Anläggningen i Albertville byggdes så den skulle kunna användas till andra evenemang efter spelen, då den ändrades till en fotbollsplan med löparbanor. Anläggningarna i Chamonix och Grenoble revs strax efter spelen 1992. För att minimera kostnaderna var Albertvilles anläggning en utomhusbana, detta var det sista tillfället i OS då skridskortävlingarna hölls utomhus, ett krav ISU satte efter flera problem med banorna i Albertville.
Då Västtyskland hade varit framgångsrikt under olympiska vinterspelen 1984 och 1988, var det återförenade Tyskland ännu mer framgångsrikt. Landet vann hela fem av tio guldmedaljer. Två av dessa vanns av Gunda Niemann, som vann 3 000 meter och 5 000 meter och kom tvåa på 1 500 meter. Bonnie Blair från USA vann också två guld att spara med sitt guld på 500 meter från 1988. Noterbart var även de asiatiska skridskoåkarna, de hade aldrig vunnit mer än en medalj vid ett av de tidigare spelen. Men vid dessa tävlingar vann både Japan, Kina och Sydkorea medalj, dock inget guld.

## Medaljörer

### Medaljtabell
| Pl. | Nation        | Guld | Silver | Brons | Totalt |
| --- | ------------- | ---- | ------ | ----- | ------ |
| 1   | Tyskland      | 5    | 3      | 3     | 11     |
| 2   | Norge         | 2    | 2      | 1     | 5      |
| 3   | USA           | 2    | 0      | 0     | 2      |
| 4   | Nederländerna | 1    | 1      | 2     | 4      |
| 5   | Kina          | 0    | 2      | 0     | 2      |
| 6   | Japan         | 0    | 1      | 3     | 4      |
| 7   | Sydkorea      | 0    | 1      | 0     | 1      |
| 8   | Österrike     | 0    | 0      | 1     | 1      |

### Herrar
| Gren                     | Guld                        | Guld     | Silver                       | Silver   | Brons                    | Brons    |
| 500 meter Detaljer...    | Uwe-Jens Mey Tyskland       | 37,14    | Toshiyuki Kuroiwa Japan      | 37,18    | Junichi Inoue Japan      | 37,26    |
| 1 000 meter Detaljer...  | Olaf Zinke Tyskland         | 1:14,85  | Kim Yoon-man Sydkorea        | 1:14,86  | Yukinori Miyabe Japan    | 1:14,92  |
| 1 500 meter Detaljer...  | Johann Olav Koss Norge      | 1:54,81  | Ådne Søndrål Norge           | 1:54,85  | Leo Visser Nederländerna | 1:54,90  |
| 5 000 meter Detaljer...  | Geir Karlstad Norge         | 6:59,97  | Falko Zandstra Nederländerna | 7:02,28  | Leo Visser Nederländerna | 7:04,96  |
| 10 000 meter Detaljer... | Bart Veldkamp Nederländerna | 14:12,12 | Johann Olav Koss Norge       | 14:14,58 | Geir Karlstad Norge      | 14:18,13 |

### Damer
| Gren                    | Guld                       | Guld    | Silver                  | Silver  | Brons                      | Brons   |
| 500 meter Detaljer...   | Bonnie Blair USA           | 40,33   | Ye Qiaobo Kina          | 40,51   | Christa Luding Tyskland    | 40,57   |
| 1 000 meter Detaljer... | Bonnie Blair USA           | 1:21,90 | Ye Qiaobo Kina          | 1:21,92 | Monique Garbrecht Tyskland | 1:22,10 |
| 1 500 meter Detaljer... | Jacqueline Börner Tyskland | 2:05,87 | Gunda Niemann Tyskland  | 2:05,92 | Seiko Hashimoto Japan      | 2:06,88 |
| 3 000 meter Detaljer... | Gunda Niemann Tyskland     | 4:19,90 | Heike Warnicke Tyskland | 4:22,88 | Emese Hunyady Österrike    | 4:24,64 |
| 5 000 meter Detaljer... | Gunda Niemann Tyskland     | 7:31,57 | Heike Warnicke Tyskland | 7:37,59 | Claudia Pechstein Tyskland | 7:39,80 |